# Jota1 Fornacis
Jota1 Fornacis är en gul till orange jätte i Ugnens stjärnbild. Den går även under beteckningen HD 16307.
Stjärnan har visuell magnitud +5,73 och är svagt synlig för blotta ögat vid god seeing.